# Franse Senaatsverkiezingen 2008
De Franse Senaatsverkiezingen van 2008 vonden op 21 september 2008 plaats. Het was de zestiende keer dat een derde van de Senaat werd gekozen tijdens de Vijfde Franse Republiek.

## Verkiezingsprocedure
De Franse Senaat wordt indirect gekozen door middel van kiesmannen (grands électeurs), lokale volksvertegenwoordigers, zoals regionale-, departements-, en (soms) stadsbestuurders (w.o. burgemeesters en wethouders). In het verleden werd iedere drie jaar een derde van de Senaat verkiesbaar, een wetswijziging veranderde deze situatie: voortaan wordt iedere drie jaar de helft van de Senaat verkiesbaar.
De Senaatsverkiezingen van 2008 waren de laatste Senaatsverkiezingen op basis van het systeem van drie series (A, B en C) waar bij steeds een derde van de zetels verkiesbaar is. Een wetswijziging in 2011 voerde het systeem van twee series (1 en 2) in, waarbij telkens de helft van de zetels verkiesbaar is. Een termijn van een senator werd hierdoor teruggebracht van negen naar zes jaar.

## Uitslag
| Parlementaire groepering | Parlementaire groepering | 2008 Serie A | Totaal |
| ------------------------ | ------------------------ | ------------ | ------ |
|                          | Groupe UMP               | 56           | 151    |
|                          | Groupe SOC               | 29           | 116    |
|                          | Groupe UC-UDF            | 4            | 29     |
|                          | Groupe CRC               | 3            | 23     |
|                          | Groupe RDSE              | 8            | 17     |
|                          | Niet-Ingeschrevenen      | 1            | 7      |
| Totaal                   | Totaal                   | Totaal       | 343a   |

a Uitbreiding Senaat van 331 naar 343 zetels

## Voorzitter
| Afbeelding | Afbeelding | Persoon        | Datum van verkiezingen | Partij | Opmerking                                    |
| ---------- | ---------- | -------------- | ---------------------- | ------ | -------------------------------------------- |
|            |            | Gérard Larcher | 1 oktober 2008         | UMP    | nieuw gekozen Voorganger: Chrsitian Poncelet |